# Three Young Texans
Three Young Texans est un film américain réalisé par Henry Levin, sorti en 1954.

## Synopsis
Deux cow-boys, Johnny Colt et Tony Ballew, sont tous deux amoureux de la même file Rusty Blair, un garçon manqué, et travaillent pour son père. Tony perd son salaire au jeu, puis emprunte de l'argent à Johnny et gagne 700 $, qu'ils ont l'intention d'investir dans leur propre ranch.

## Fiche technique
- Réalisation : Henry Levin
- Scénario : Gerald Drayson Adams d'après une histoire de William MacLeod Raine
- Producteur : Leonard Goldstein
- Production : Panoramic Productions
- Distributeur : Twentieth Century-Fox[1]
- Photographie : Harold Lipstein
- Montage : William B. Murphy
- Durée : 78 minutes
- Date de sortie : 16 janvier 1954

## Distribution
- Mitzi Gaynor : Rusty Blair
- Keefe Brasselle : Tony Ballew
- Jeffrey Hunter : Johnny Colt
- Harvey Stephens : Jim Colt
- Dan Riss : Sheriff Carter
- Michael Ansara : Apache Joe
- Aaron Spelling : Catur
- Morris Ankrum : Jeff Blair
- Frank Wilcox : Bill McAdoo
- Helen Wallace : Martha Colt